# Peter Singer
Peter Albert David Singer (Melbourne, 6. srpnja 1946.), australski filozof, bioetičar.
Peter Singer školovao se na Sveučilištu u Melbourneu i na Oxfordskom Sveučilištu. Godine 1977. primljen je na katedru za filozofiju na Sveučilištu Monash u Melbourneu, gdje je osnovao Centar za humanu bioetiku. Danas radi kao profesor na Sveučilištu u Melbourneu (Centar za primijenjenu filozofiju i javnu etiku) i na Sveučilištu Princeton, gdje predaje bioetiku.
Utemeljitelj je projekta koji se zalaže da Ujedinjeni narodi usvoje deklaraciju kojom bi se veliki čovjekoliki majmuni kategorizirali kao osobe (The Great Ape Project). Takvim proširenjem zajednice jednakih, čimpanzama, gorilama i orangutanima zajamčilo bi se pravo na život, zaštitila njihova osobna sloboda te zabranilo njihovo mučenje.
Izvan akademskih krugova, Peter Singer je najpoznatiji po knjizi Oslobođenje životinja (Animal Liberation, prvo izdanje 1975.), klasičnom djelu pokreta za oslobođenje životinja, gdje je izložio svoje teze protiv specizma (termin specizam je, prema analogiji s terminom rasizam, skovao britanski psiholog Richard D. Ryder, kako bi označio diskriminaciju što je na etičkom planu ljudi provode nad životinjama).
Singerova je etika oblik utilitarizma prema kojemu temeljna etička norma najveća moguća sreća najvećeg mogućeg broja osjetilnih bića. Osjetilna su bića kategorija u koju Singer uključuje i životinje koje imaju sposobnost patnje (i dakle sklonost izbjegavanju iste). Prema njemu, pripadnost stanovitoj vrsti etički nije po sebi relevantna razlika (premda to posredno može postati, kada postane važna razlika potreba ili njihovog intenziteta). Smatrati pripadnost vrsti etički po sebi relevantnom kategorijom jest vid neopravdane predrasude, ravan seksizmu ili rasizmu, koji također u obzir uzimaju etički neutralne razlike, kakve su rasa ili spol.

## Oslobođenje životinja
Prvi put objavljena 1975., knjiga Oslobođenje životinja imala je veoma velik odjek među pobornicima oslobođenja životinja.
Koncept prava Singer izvodi iz utilitarističkih principa, posebno principa minimiziranja patnje. On ne poriče da postoje važne razlike između ljudi i drugih životinja - kao što postoje primjerice razlike između muškaraca i žena - i da te razlike moraju dovesti do nekih razlika u pravima.  Na primjer, jer psi ne mogu sudjelovati na izborima, apsurdno je govoriti o njihovim biračkim pravima, jednako kao što je apsurdno govoriti o pravu muškarca na abortus jer muškarac ne može imati abortus.
Jednako kao što nije skeptičan prema pravima žena, Singer nije skeptičan prema pravima životinja. Na samom početku knjige Singer podsjeća da se ideja o pravima životinja koristila da bi se ismijalo pitanje prava žena: kada se krajem 18. st. Mary Wollstonecraft borila za prava žena, njezin je kritičar Thomas Taylor pokušavao pobiti njezine argumente pokazujući da se, ako je ona u pravu, isti argumenti mogu protegnuti i stepenicu niže, na životinje. Taylor je mislio da je time doveo do apsurda gledište Wollstonecraftove, dok Singer drži da je on tu protiv svoje volje ukazao na njegove ispravne logičke implikacije. Taylorov modus tollens je Singerov modus ponens.
Singer iznosi argumente protiv specizma, tj. diskriminacije na temelju pripadnosti vrsti. On smatra da interese svih bića (koja imaju sposobnost patnje) valja jednako uvažiti. Ne uvažavati interese nekih bića samo zato što ona imaju krila ili krzno neopravdano je koliko i diskriminirati prema boji kože. Proširenje principa jednakog uvažavanja (bila riječ o ženama ili životinjama) ne znači da se sa svim grupama mora postupati na jednak način ili da im se svima moraju osigurati jednaka prava. Osnovni princip jednakosti ne zahtijeva jednak tretman, on zahtijeva jednako uvažavanje; a jednako uvažavanje različitih bića može voditi različitom tretmanu i drugačijim pravima. 
Ne postoji potreba, kaže dalje Singer, da se obrana principa jednakosti poveže s bilo kojim posebnim ishodom znanstvenog istraživanja: zahtjev za jednakošću ne ovisi o inteligenciji, fizičkoj snazi, daru govora. Jednakost je etička ideja, a ne tvrdnja o činjenicama. Etički princip jednakosti nije opis nikakve stvarne jednakosti; princip jednakosti je propis o tome kako treba postupati.
Vitalna osobina koja nekom biću daje pravo na jednako uvažavanje jest sposobnost za patnju (i, prošireno, za uživanje ili sreću). Pitanje koje trebamo postaviti nije «Mogu li ta bića rasuđivati?» ni «Mogu li ta bića govoriti?», već «Mogu li ta bića patiti?», kako je već u 19. st. ustvrdio Jeremy Bentham. Sposobnost za patnju i uživanje je ne samo nužan, nego i dovoljan uvjet za posjedovanje bilo kakvih interesa. Uzimanje bilo koje druge osobine kao kriterija (boja kože, spol, inteligencija, govor itd.) proizvoljno je.

## Primijenjena etika
U svojem djelu Praktična etika, (Practical Ethics, 2. izd. 1993) Singer detaljno analizira kako i zašto vrednovati interese. Njegovo načelo jednakog uvažavanja interesa obuhvaća sva bića s interesima, i zahtijeva jednako uvažavanje tih interesa, bez obzira na biološku vrstu kojoj biće pripada. To načelo jednakog uvažavanja interesa ne nalaže jednako postupanje prema svima, jer različiti interesi opravdavaju različito postupanje. Svi imaju interes izbjegavanja boli, primjerice, ali relativno malen broj ima interes njegovanja svojih talenata. Ne samo da to načelo opravdava različito tretiranje različitih interesa, nego dopušta različito tretiranje istog interesa, što je u skladu s ekonomskim načelom opadajuće granične koristi. To znači da bi primjerice u nekom sasvim konkretnom slučaju jedne osobe koja skapa od gladi i druge koja je samo preskočila obrok, prednost pri pružanju pomoći imala prva osoba.
Među važnijim ljudskim interesima su izbjegavanje boli, razvoj vlastitih sposobnosti i talenata, zadovoljenje temeljne potrebe za hranom i zaklonom, uživanje u toplim međuosobnim odnosima, sloboda da se slijede vlastiti ciljevi bez ometanja, i mnogi drugi. Temeljna osobina koju treba imati neko biće da bi se njegov interes jednako uvažavao jest sposobnost za "patnju i/ili ugodu ili sreću"; miševi, kao i ljudi, tu sposobnost imaju, ali kamenje i stabla ne. Singer drži da bi se interesi nekog bića uvijek trebali procjenjivati prema konkretnim svojstvima toga bića, a ne prema njegovoj pripadnosti nekoj apstraktnoj skupini kao što je biološka vrsta, ili rani stadij nečega što je puka neostvarena mogućnost. On govori o «'putnom' modelu života», pribjegavajući metafori da bi objasnio zašto neka bića jesu, a neka druga nisu nenadomjestiva: nenadomjestiva su ona bića koja su se upustila u svoje životno putovanje s mogućnošću poimanja svojeg vlastitog budućeg postojanja. Tako je oduzeti život manje etički pogrešno na njegovom početku, kada nikakav cilj nije niti postavljen, i na njegovom kraju, kad su ciljevi ili ispunjeni ili nije vjerojatno da će se ispuniti. Ovaj «putni» model također objašnjava zašto je krivo donijeti na svijet biće osuđeno na razočaranje, neuspjeh i jad. Premda osjetilnost stavlja biće u sferu jednakog uvažavanja, tek osobni interes za nastavljanjem života stavlja u pogon putni model. Taj model također objašnjava prioritet što ga Singer daje interesima pred trivijalnim prohtjevima i zadovoljstvima. Na primjer, interes je hrana, no užici nepca - koji bi mogli praviti razliku između odreska i tofua - nisu interes: naime hrana je značajna za mnoge ciljeve na životnom putovanju, dok želja za mesom to nije i stoga je poništava interes životinja (izbjegavanje bijednog života na farmama).
Singer zahtijeva nepristrano stajalište s kojega bi se usporedili interesi, i izbjegavanje pristranosti prema ljudskim interesima. To je razrada poznate ideje stavljanja sebe na tuđe mjesto, samo što su ovaj puta "tuđe mjesto" bića sa šapama ili perajama. 